# Canopus Crags
Canopus Crags är en kulle i Antarktis. Den ligger i Västantarktis. Argentina, Chile och Storbritannien gör anspråk på området. Toppen på Canopus Crags är 1 009 meter över havet.
Terrängen runt Canopus Crags är kuperad västerut, men österut är den platt. Trakten är obefolkad. Det finns inga samhällen i närheten.